# Egg Coddler

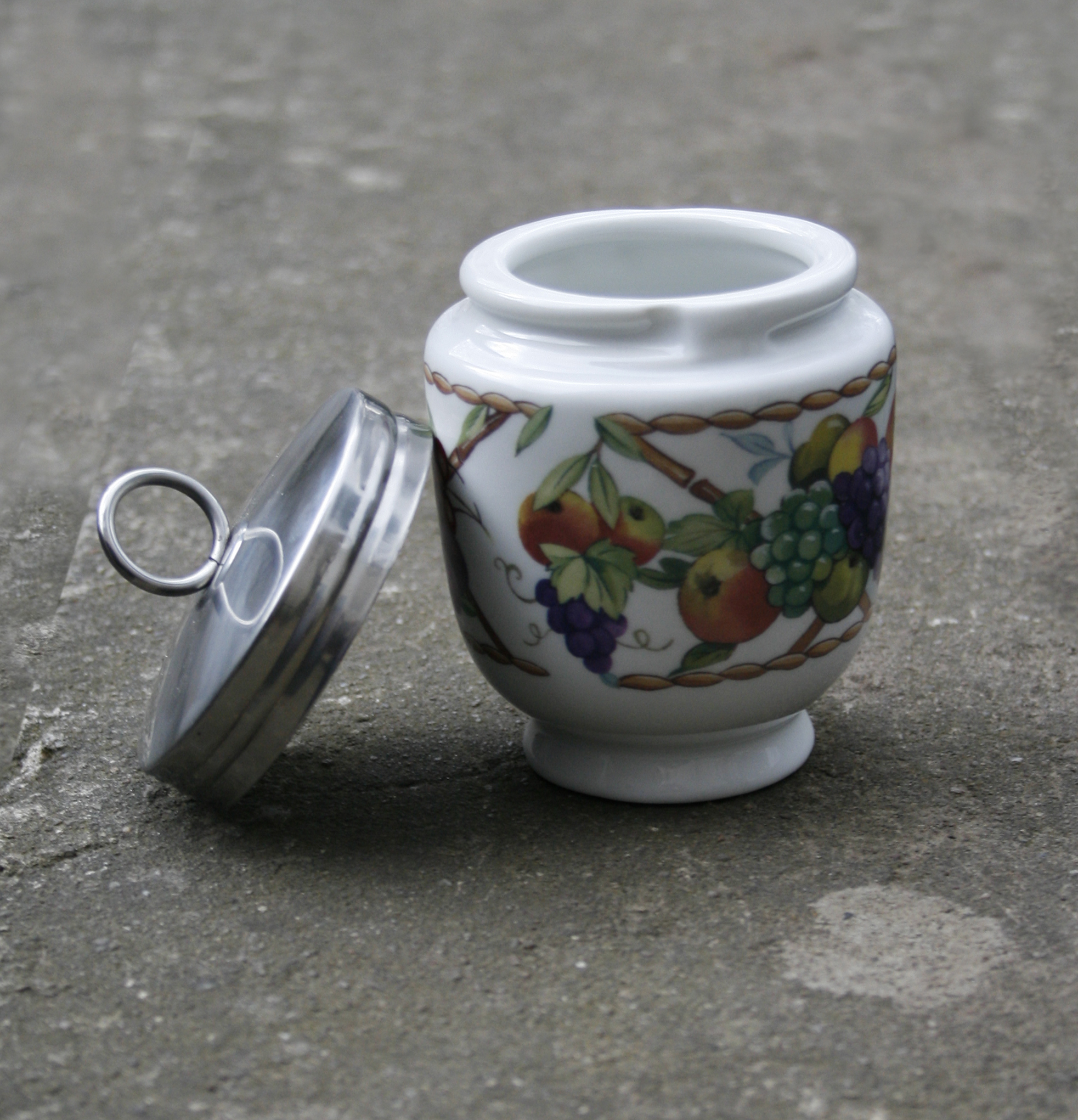
Egg Coddler

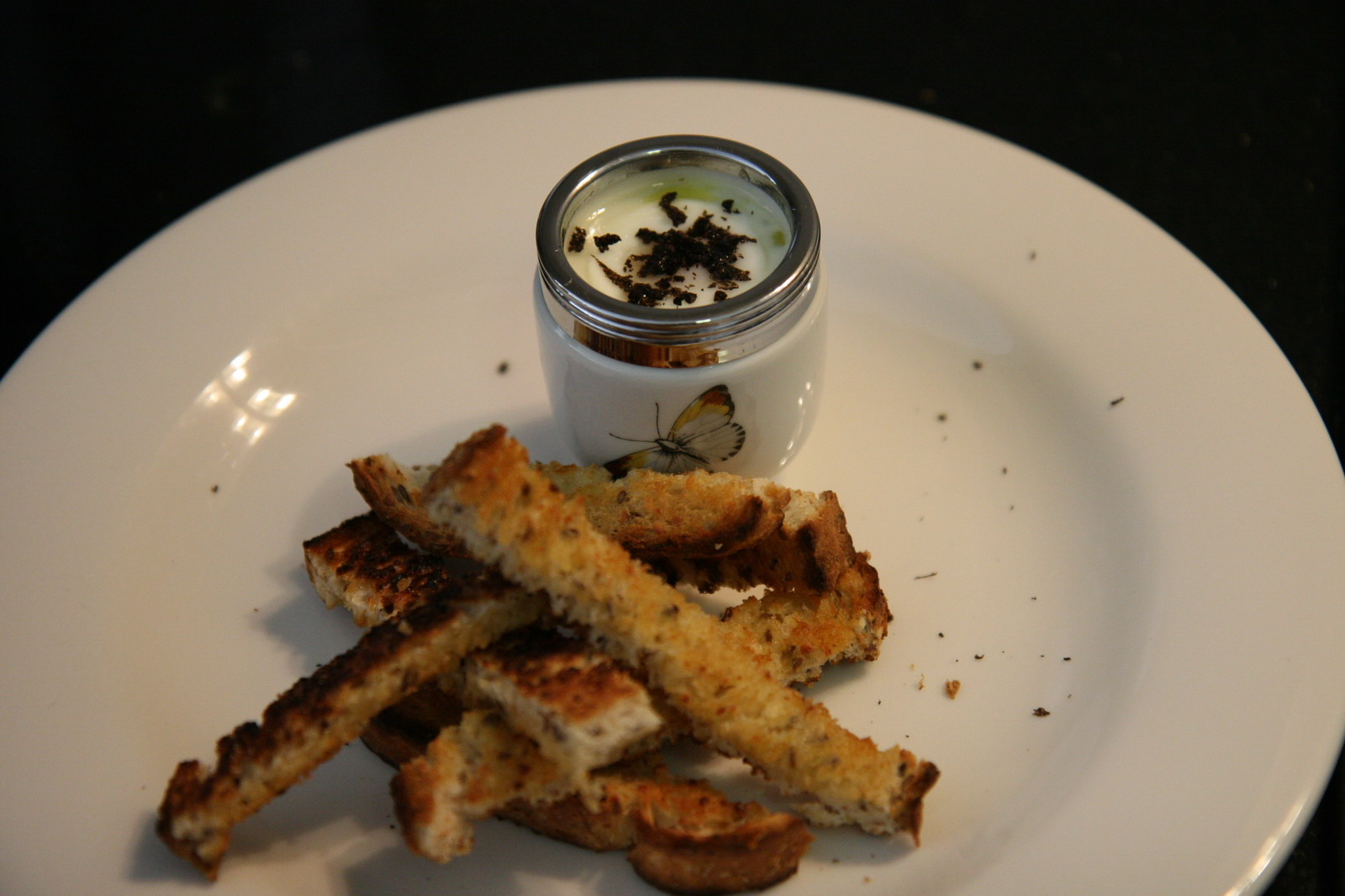
Coddled Egg angerichtet

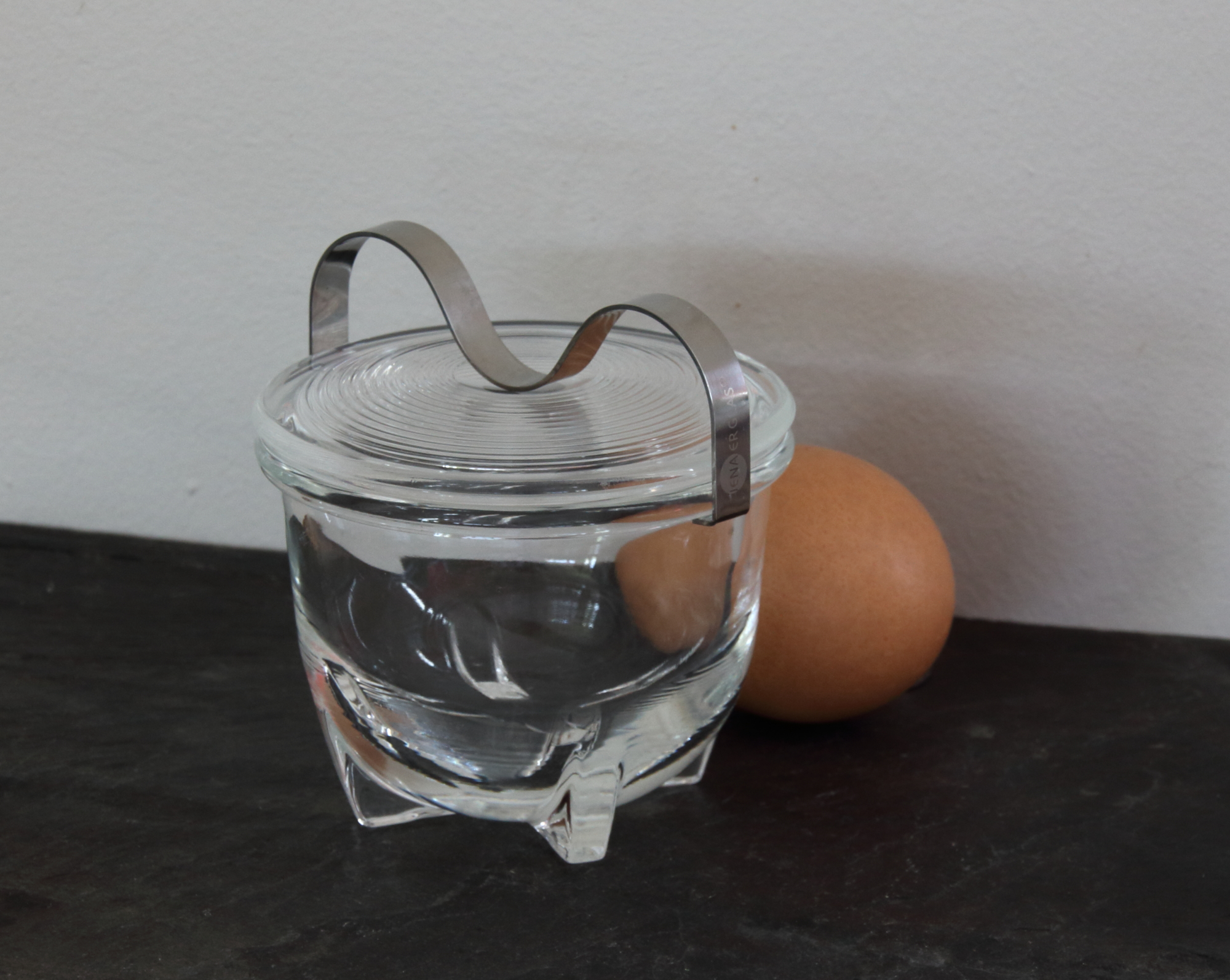
Der Eierkoch nach dem Entwurf von Wilhelm Wagenfeld

Egg Coddler ist der englische Name eines Gefäßes zum Erhitzen von rohen Eiern, in der Regel vermischt mit diversen Gewürzen und anderen Zutaten. Der Egg Coddler ist vor allem in England verbreitet.

## Bestandteile
Die meisten Egg Coddler bestehen aus einem annähernd tonnenförmigen Porzellanbehälter mit Standfuß, der bei Gebrauch mit einem Metalldeckel (zumeist mit Ring) verschlossen wird. Das geschieht mit Hilfe eines Schraubgewindes oder einer Art Bajonettverschluss. Bekanntester Hersteller dieser Art Egg Coddler war der Knochenporzellan- und Porzellan-Hersteller Royal Worcester in Worcester, England, der Ende 2008 insolvent ging und seitdem vor allem die Bestände vertreibt.
Der Porzellanbehälter ist auf den Außenseiten meist mit unterschiedlichen Zeichnungen, oft Tier- oder Pflanzenmotiven, verziert. Ursprünglich handgemalt, wurden diese im Zuge der Produktionsrationalisierung durch Dekorfolien ersetzt, die vor dem Porzellanbrand aufgebracht werden. Eine moderne Version des Egg Coddler stellt der 1933 von Wilhelm Wagenfeld für das Jenaer Glaswerk Schott & Gen. entworfene Eierkoch dar. Er ist aus hitzebeständigem Glas und sein Deckel wird mit einem Metallbügel verschlossen. Der „Eierkoch“ wird heute vom aktuellen Inhaber der Marke Jenaer Glas, der Zwiesel Kristallglas AG, hergestellt.
Die Egg Coddler von Royal Worcester wurden in drei Größen (ohne Deckel) hergestellt: Normal ca. 40 mm Durchmesser und 65 mm Höhe für ein Ei, King Size ca. 55 mm × 80 mm für zwei Eier und Maxime für drei bis vier Eier mit einer Größe von 75 mm × 100 mm. Da die Werte nicht standardisiert sind, können sie je nach Jahrgang und Entwurf etwas variieren. Für andere Hersteller sind unterschiedliche Werte anzunehmen, die sich aber jeweils grob an dem Inhalt (ein oder mehrere Eier) orientieren.
Frühe Vorläufer des Egg Coddler wurden auch aus Metall oder Steingut hergestellt. Exemplare aus Kunststoff zum Gebrauch im Mikrowellenherd konnten sich nicht durchsetzen.

## Gebrauch
Zur Herstellung des Coddled Egg werden das Gefäß und der Verschluss innen mit Butter bestrichen. Ein oder mehrere Eier werden unverquirlt eingefüllt und kleingeschnittene Zutaten nach Geschmack (z. B. Schinken, Thunfisch, Tomate, Salami usw.) sowie Gewürze (Salz, Pfeffer, Schnittlauch usw.) zugefügt. Der Egg Coddler wird dann verschlossen und zirka 7 bis 15 Minuten lang in einen Topf mit heißem, nicht ganz kochendem Wasser gestellt. Der Coddler sollte nicht von Wasser bedeckt sein. Nach Ende der gewünschten Garzeit wird das Gefäß, z. B. mit einer Gabel, am Ring des Metalldeckels aus dem heißen Wasser entnommen und der Verschluss mit einem schützenden Tuch in der Hand aufgedreht. Der Inhalt kann dann aus dem Gefäß selbst gegessen oder über ein anderes Gericht gegeben werden.

## Zubereitungshinweis
Oft werden die Eier nicht ganz durchgegart. Dadurch besteht die Gefahr einer Infektion durch Salmonellen. Deshalb wird vor allem für Kinder, ältere oder geschwächte Menschen empfohlen, Gerichte mit rohen Eiern für mehrere Minuten auf mehr als 70 Grad Celsius durchzuerhitzen.